# Förbundsdagsvalet i Tyskland 2021
Förbundsdagsvalet 2021 var ett val som ägde rum 26 september 2021 för att välja ledamöter till Förbundsdagen, Tysklands federala parlament. Största parti blev Tysklands socialdemokratiska parti (SPD) med 25,7 %. En regering bestående av SPD, liberala FDP och De gröna och med SPD:s Olaf Scholz som förbundskansler bildades som ett resultat av valet.
Den sittande förbundskanslern Angela Merkel hade inför valet meddelat att hon inte kandiderade, utan skulle komma att avgå som Tysklands förbundskansler och som ledamot av Förbundsdagen. Hon kvarstod dock som kansler över valet och till dess att den nya regeringen tillträdde.

## Valsystem
Alla tyska medborgare som har fyllt 18 år, och har bott i Tyskland eller Östtyskland minst tre månader i sträck efter sin fjortonårsdag har automatiskt rösträtt i valet. Någon registrering för att upptas i röstlängden krävs inte. Valbar är alla tyska medborgare över 18 år. Det är möjligt att rösta på plats eller per brev.
Valet till förbundsdagen genomförs med så kallad Mixed-member proportional representation, en valmetod som kombinerar majoritetsval i enmansvalkretsar med proportionella val.
Förbundsdagen består av minst 598 ledamöter, och Tyskland är indelat i 299 enmansvalkretsar. Av de totalt 598 ledamöterna väljs hälften, dvs. 299, via personval i enmansvalkretsarna. Dessa 299 mandat kallas direktmandat.
Varje väljare har två röster. Den första rösten (tyska: Erststimme) läggs på en politiker i den valkrets där man bor, den andra rösten (Zweitstimme) läggs på ett parti. Det är andra rösten som avgör hur många mandat varje parti får i Förbundsdagen. Därför är den andra rösten den viktigare rösten.
Mandaten från andrarösten tillsätts från partiernas kandidatlistor, i den ordning som partierna angivit. För att erhålla mandat med hjälp av andraröster krävs dock att partiet fått minst fem procent av rösterna. Undantaget görs för sådana partier som representerar de nationella minoriteterna: sorber, friser, sinti, romer och danskar).
Eftersom behovet av antal utjämningsmandat varierar beroende på det sammantagna valresultatet i förstarösternas personval, varierar också antalet ledamöter i förbundsdagen från mandatperiod till mandatperiod. Det kan också inträffa att ett parti får fler direktmandat genom förstarösten än dess proportionella röstandel av andrarösterna. Dessa röster kallas överhängsmandat. För att behålla proportionaliteten kompenseras övriga partier med ytterligare utjämningsmandat, vilket kan leda till en avsevärd utökning av antalet ledamöter i förbundsdagen.
Både första och andra rösten avläggs på samma valsedel, som också ska vikas på ett visst sätt för att de avgivna rösterna inte ska synas när valsedeln läggs i urnan.

## Valresultat
Det preliminära valresultat som presenterades efter valnatten innebär att socialdemokratiska SPD blir största parti med 25,7 % av rösterna. CDU/CSU backar till 24,1 %. De gröna (Die Grünen) gör sitt bästa resultat med 14,8 %, och följs av Freie Demokratische Partei (FDP) med 11,5 % och Alternativ för Tyskland (AfD) med 10,3 %.
Vänsterpartiet Die Linke fick 4,9 % och klarar därmed inte femprocentsspärren för att ta plats i Förbundsdagen. Eftersom de har fått tre direktvalda ledamöter via första rösten får de trots det ett antal ledamöter. Det beror på den så kallade Grundläggande mandatklausulen (Grundmandatsklausel). Denna lagregel garanterar varje parti som har vunnit minst tre valkretsar via första rösten att de får ett antal mandat i proportion till sitt valresultat, även om partiet inte har klarat femprocentsspärren. (Det kan jämföras med det svenska valsystemet där partier som fått minst 12 procent i en valkrets tar plats i Riksdagen oavsett om de klarat fyraprocentspärren.) Därför får Die Linke totalt 39 ledamöter i förbundsdagen.
Även Südschleswigscher Wählerverband, som företräder de danskspråkiga grupperna i Schleswig-Holstein, erhöll ett mandat i förbundsdagen. Här är det i stället minoritetsskyddet för de språkliga minoriteterna som gör att partiet får mandat trots att det inte klarar femprocentsspärren.

## Regeringsbildning
Kanslerkandidaterna Olaf Scholz (SPD) och Armin Laschet (CDU/CSU) förklarade båda efter valet att de fortsatte att aspirera på rollen som Tysklands förbundskansler, och avsåg att försöka bilda en koalition med Die Grünen och FDP. Christian Lindner (FDP) föreslog därför Annalena Baerbock (Die Grünen) att de båda partierna först skulle förhandla med varandra, innan de sen gick vidare till att förhandla med de båda större partierna.
I december 2021 bildades en ny regering bestående av socialdemokratiska SPD, De gröna och det liberala FDP under ledning av Olaf Scholz (SPD).